# Hjørring (gemeente)
Hjørring is een gemeente in de Deense regio Nordjylland (Noord-Jutland). Bij de herindeling van 2007 werden de gemeentes Hirtshals, Løkken-Vrå en Sindal bij Hjørring ondergebracht. De huidige gemeente telt 64.483 inwoners (2020).

## Plaatsen in de gemeente
- Uggerby
- Vidstrup
- Tornby
- Lønstrup
- Bjergby
- Astrup
- Sindal
- Løkken
- Sønder Rubjerg
- Vrensted
- Poulstrup
- Vrå
- Hjørring
- Harken
- Hundelev
- Børglum
- Mosbjerg
- Bindslev
- Tversted
- Åbyen
- Tolne
- Lendum
- Hirtshals
- Horne
- Lørslev
- Tårs
- Rakkeby

Aalborg · Brønderslev · Frederikshavn · Hjørring · Jammerbugt · Læsø · Mariagerfjord · Morsø · Rebild · Thisted · Vesthimmerland
- International Standard Name Identifier: 0000 0004 0413 9798
- MusicBrainz: 193b1478-4842-4fba-ae25-f3ba9ccb52bb
- Virtual International Authority File: 4272149068577765730002